# 克罗地亚棋盘图

克罗地亚棋盘图

克罗地亚棋盘图（克羅埃西亞語： [ʃaxǒːʋnit͡sa]）是红白相间的棋盘图，是克罗地亚的国家象征，也是欧洲历史悠久的国家象征之一。克罗地亚国徽中最大的盾章图样就是克罗地亚棋盘图。
克罗地亚国家运动队员身着的运动衣长期采用克国棋盘图作为主图案，该图案也因此在体育界较为闻名。

## 名称
克罗地亚语称克罗地亚棋盘图为，意为“棋盘”。有时Kockovlje和Kockice也用于指代该图案，二者之意皆为“方块”。中文也称该图案为“克罗地亚红白格纹”。

## 起源
克罗地亚棋盘图的确切起源并不可考，不过有猜测指其来源于古波斯，波斯地区曾出土许多带有棋盘图案的陶器碗具，也有建筑物墙壁装饰为棋盘图案。另有一说追溯至纹章产生之前的时代，和格鲁吉亚曾出土的红白格子花瓶有关，日期早于斯拉夫人大迁徙。这和克罗地亚族第一次被书面提及的时间点吻合，同样是在波斯帝国覆灭及大迁徙之前。
有或来源于19世纪的传说指，克罗地亚国王德尔日斯拉夫被威尼斯人俘获时，和彼得罗二世·奥尔塞奥洛总督（Pietro II Orseolo）对弈西洋棋，德尔日斯拉夫连下三盘从而获得自由，因此决定将棋盘图案置于克罗地亚盾徽上。

## 用于旗帜

克羅埃西亞王國國旗（925年－1102年）
克羅埃西亞王國國旗（1527年－1868年）
南斯拉夫王国国旗（1918年－1945年）
南斯拉夫王国克罗地亚省省旗（1939年－1941年）
克罗地亚独立国国旗（1941年－1945年）
克罗地亚社会主义共和国国旗（1990年）
克罗地亚共和国国旗（1991年至今）

## 用于徽章

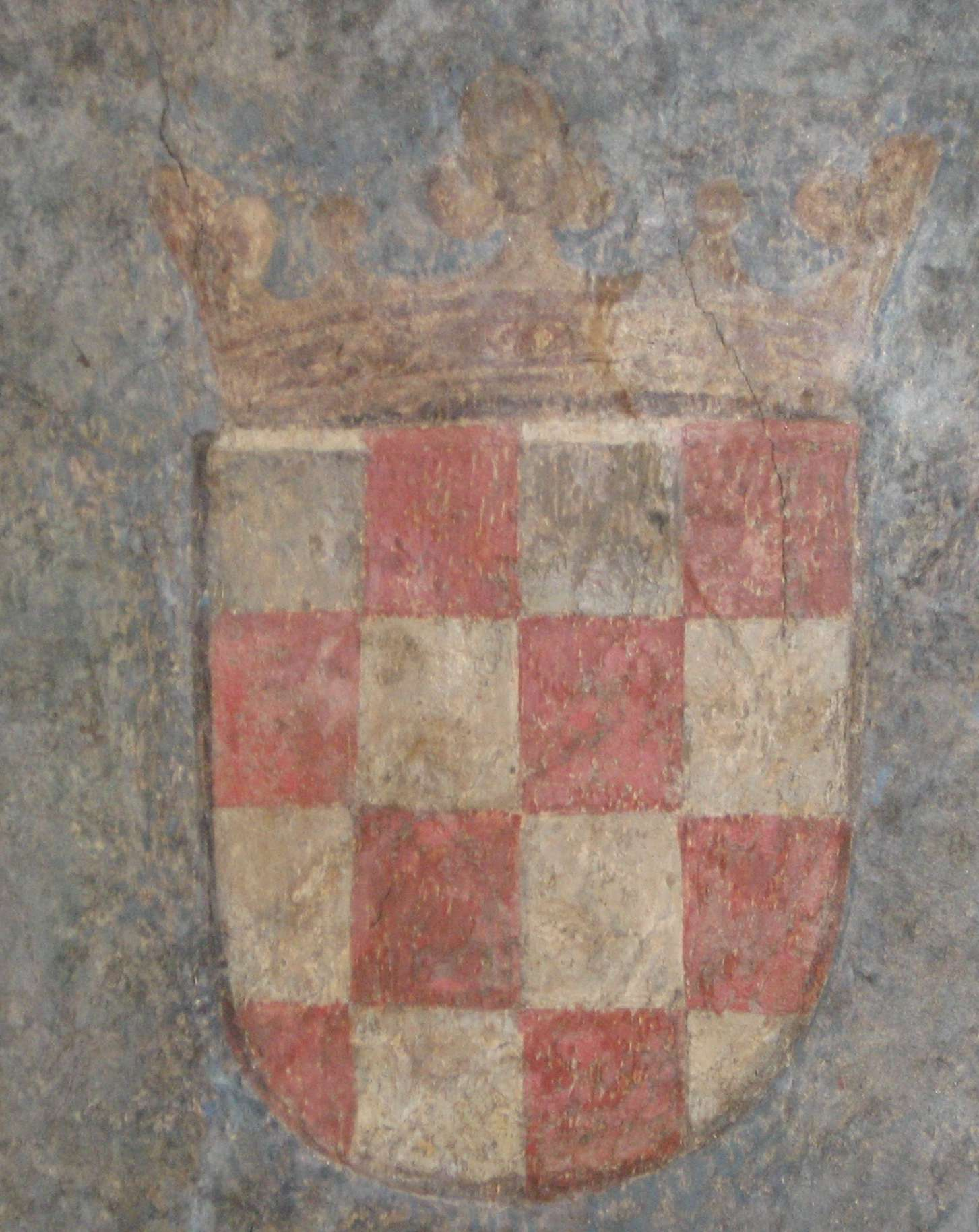
奥地利因斯布鲁克，史上最早带有克罗地亚棋盘图的纹章（1495年）
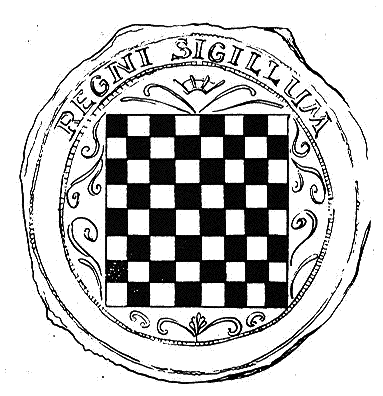
1527年塞丁城宪章（英语：Cetingrad Charter）中出现的代表克罗地亚的印章
匈牙利-克罗地亚邦联徽章（1102年－1526年）
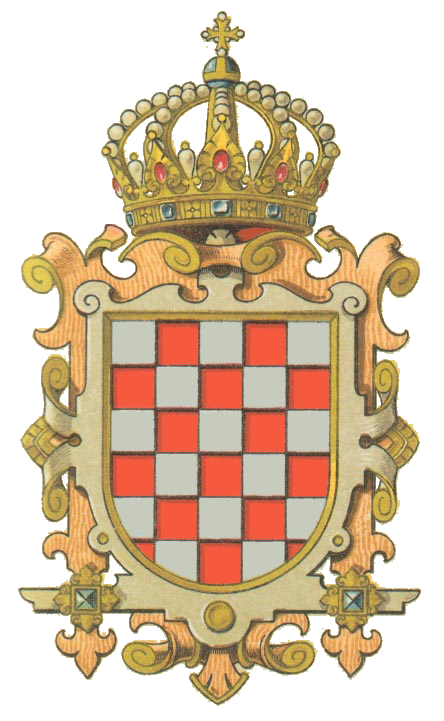
克罗地亚王国国徽（1527年－1868年）
克罗地亚-斯拉沃尼亚王国国徽（1868年－1918年）
圣斯蒂芬王冠领纹章（1868年－1915年）
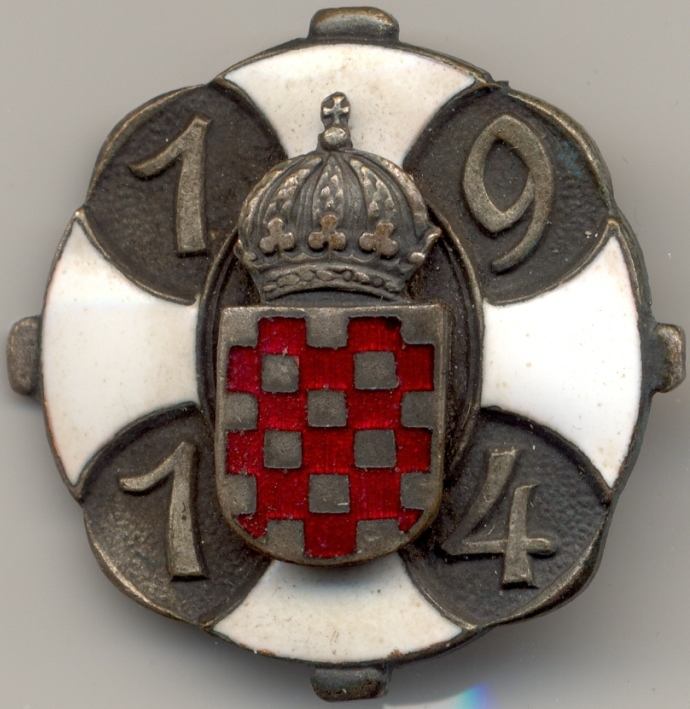
克罗地亚民族主义纹章（1914年）
南斯拉夫王国克罗地亚省省徽（1939年－1943年）
南斯拉夫王国克罗地亚省省徽（1939年－1943年）
克罗地亚独立国国徽（1941年－1945年）
克罗地亚社会主义共和国国徽（1947年－1990年）
克罗地亚共和国克罗地亚本部徽章
克罗地亚共和国国徽（1991年至今）

## 其他用途

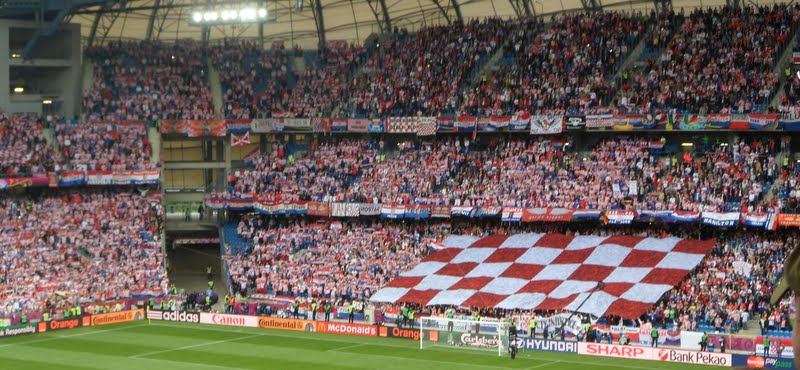
2012年欧洲足球锦标赛，克罗地亚球迷在波兰波兹南展示的巨大助威条幅

克罗地亚空军的米格-21战斗机采用克罗地亚棋盘图的涂装。克罗地亚国家运动队员身着的球衣长期采用克国棋盘图作为主图案，克国体育爱好者也因此常用带有克罗地亚棋盘图的条幅为之助威。由于其球衣图案在众多运动队中独树一帜，克罗地亚足球队在中文世界中也有着“格子军团”的称呼。不只是国家队，不少克罗地亚足球甲级联赛的俱乐部队伍也在队徽中加入了棋盘图案。
而由于其红白相间的颜色颇为显眼，類似克罗地亚棋盘的紅白格子图案也常用於航空障礙物標誌，例如机场建筑物與航管設施，以及高大的輸電鐵塔和無線電天線等，以方便機師在可視範圍條件差劣時容易辨識障礙物，例如香港九龍的格仔山；在其他建筑的装潢方面也较为常见。不过这和克罗地亚国家无关。

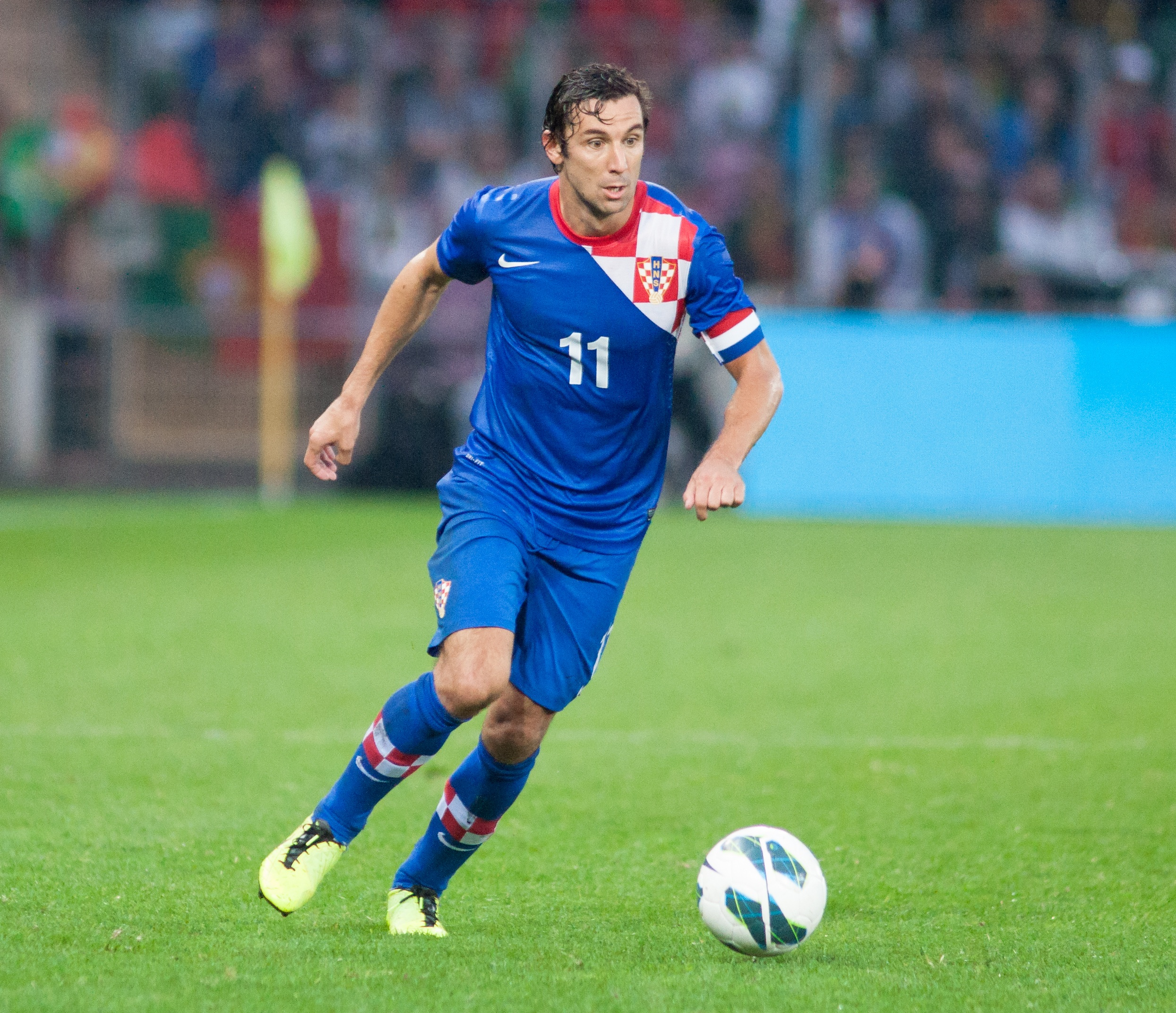
足球运动员达里奥·斯尔纳身着带有克罗地亚棋盘图的球衣
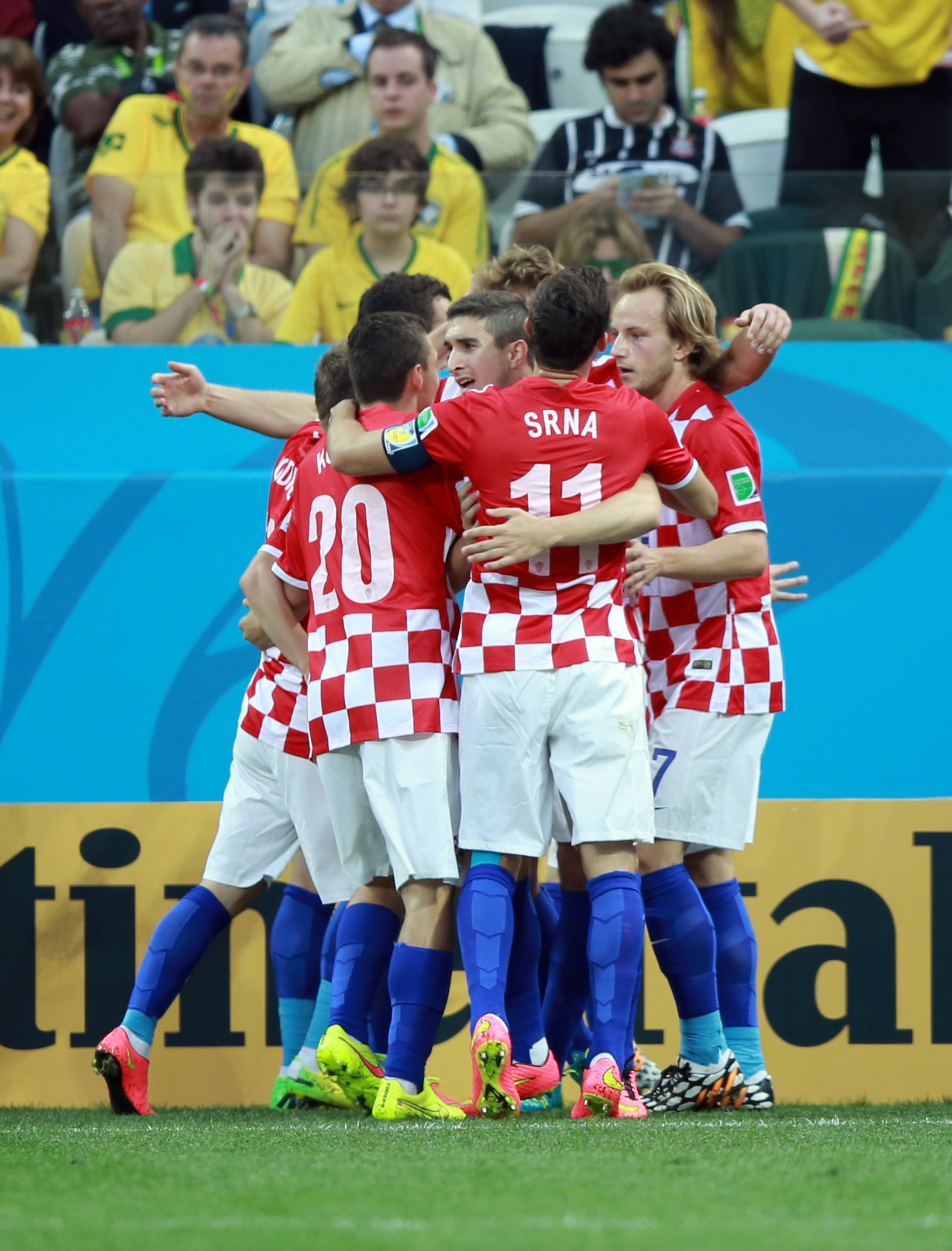
2014年国际足联世界杯足球赛的克罗地亚球员
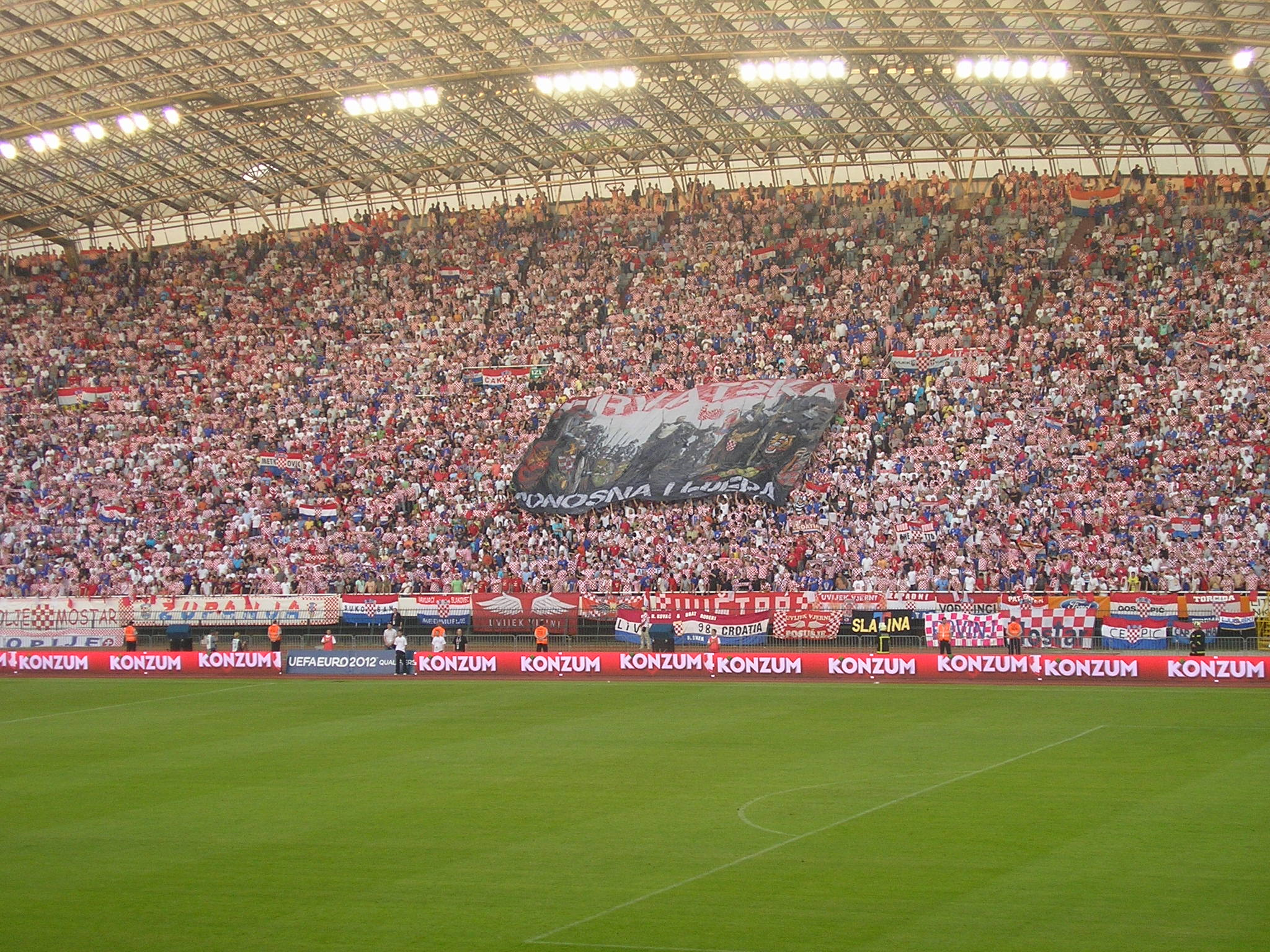
克罗地亚斯普利特波柳德体育场（英语：Stadion Poljud）的克国球迷助威方阵
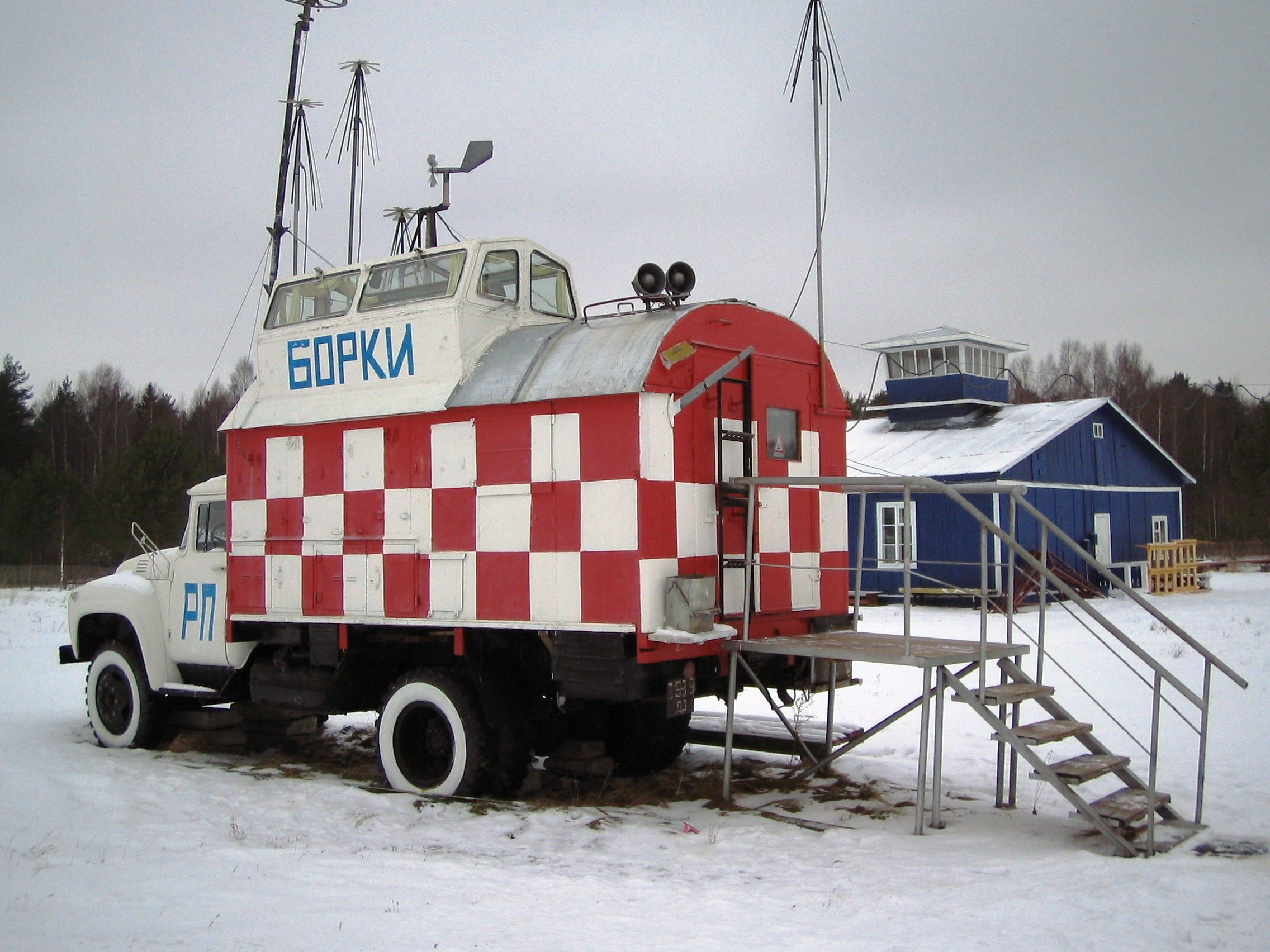
俄羅斯的行動式航管車